# Burning Point
Burning Point (během let 1997–1999 působící pod názvem Planet Caravan) je finská powermetalová hudební skupina založená v roce 1997 ve finském Oulu. Za svoji více než dvacetiletou hudební kariéru vydala sedm studiových alb.

## Sestava
- Nitte Valo – zpěv
- Pete Ahonen – kytara
- Pekka Kolivuori – kytara
- Jussi Ontero – bicí
- Jukka Jokikokko – basová kytara
- Jarkko Väisänen – klávesy

Bývalí členové
- Jukka Jokikokko – basová kytara
- Pasi Hiltula – klávesy
- Jukka Kyrö – kytara
- Toni Kansanoja – kytara
- Jari Kaiponen – bicí

## Diskografie
- Salvation by Fire (2001)
- Feeding the Flames (2003)
- Burned Down the Enemy (2006)
- Empyre (2009)
- The Ignitor (2012)
- Burning Point (2015)
- The Blaze (2016)
- Arsonist of the Soul (2021)